# كأس العرب للأندية الأبطال 2018–19
كأس العرب للأندية الأبطال 2018–19 (سميت هذه النسخة رسميا باسم كأس زايد للأندية الأبطال 2018–19) هي النسخة الثامنة والعشرين من مسابقة الأندية العربية بمسماها الجديد كأس العرب للأندية الأبطال بتنظيم الاتحاد العربي لكرة القدم. يشارك في هذه النسخة 32 فريقا من اتحادين قاريين، وتبتدأ بدور تأهيلي على شكل مجموعات يقام في شهر مايو 2018، لتأهيل فريقين ينضمان إلى ثلاثين فريقا للمشاركة في دور الإثنين والثلاثين الذي يقام بطريقة الذهاب والإياب حتى المباراة النهائية في 18 أبريل 2019.
وأقيمت القرعة يوم 24 أبريل 2018. الترجي الرياضي التونسي هو حامل لقب النسخة السابقة. توج النجم الرياضي الساحلي التونسي باللقب على حساب الهلال السعودي بنتيجة 2–1 في المباراة النهائية ليكون البطل تونسي للموسم الثاني على التوالي.

## خلفية
بدأت البطولة العربية في ثمانينات القرن العشرين، ثم توقفت وعادت مرة أخرى في التسعينيات، وتباين اسمها بين «البطولة العربية أبطال الكؤوس» و «بطولة النخبة العربية» قبل أن تتوقف مرة أخرى. وفي عام 2003، عادت البطولة مرة أخرى قبل توقفها لآخر مرة عام 2013.

## النقل التلفزيوني
قامت القناة الرياضية السعودية بنقل مباريات الدور التمهيدي الثاني من البطولة، والتي أقيمت على ملعب مدينة الملك عبد الله الرياضية. أما بداية من دور الـ32، فقد تم بث جميع المباريات على مجموعة قنوات أبوظبي الرياضية، بعد فوزها بحقوق البث الحصرية من الاتحاد العربي لكرة القدم.
| الدولة                   | القناة                                             |
| ------------------------ | -------------------------------------------------- |
| الإمارات العربية المتحدة | أبوظبي الرياضية (ابتداءً من دور الــ32 حتى النهائي) |
| السعودية                 | الرياضية السعودية (الدور التمهيدي الثاني والنهائي) |

## روزنامة البطولة
انطلقت البطولة يوم 5 مايو 2018 مع الدور التمهيدي الأول الذي أقيم في جيبوتي، واستمر حتى التاسع من نفس الشهر. اختتمت البطولة في 18 أبريل 2019 مع المباراة النهائية التي أقيمت على ملعب هزاع بن زايد بمدينة العين.
| الدور             | الجولة                | تاريخ السحب    | التاريخ                  | التاريخ                  |
| ----------------- | --------------------- | -------------- | ------------------------ | ------------------------ |
| الأدوار التأهيلية | الدور التأهيلي الأول  | 24 أبريل 2018  | 5–9 مايو 2018            | 5–9 مايو 2018            |
| الأدوار التأهيلية | الدور التأهيلي الثاني | 24 أبريل 2018  | 17–24 مايو 2018          | 17–24 مايو 2018          |
| البطولة النهائية  | الدور الأول           | 24 أبريل 2018  | 31 يونيو–24 سبتمبر 2018  | 27–30 سبتمبر 2018        |
| البطولة النهائية  | الدور الثاني          | 6 أكتوبر 2018  | 27 أكتوبر–11 ديسمبر 2018 | 27 أكتوبر–11 ديسمبر 2018 |
| البطولة النهائية  | الربع النهائي         | 17 ديسمبر 2018 | 26 يناير–25 فبراير 2019  | 26 يناير–25 فبراير 2019  |
| البطولة النهائية  | النصف النهائي         | 17 ديسمبر 2018 | 27 فبراير–15 أبريل 2019  | 27 فبراير–15 أبريل 2019  |
| البطولة النهائية  | النهائي               | 17 ديسمبر 2018 | 18 أبريل 2019            | 18 أبريل 2019            |

## الملاعب
طريقة المسابقة هذا الموسم جعلت جميع المباريات من كافة الأدوار تلعب حسب مبارتي الذهاب والإياب في كامل أنحاء العالم العربي على أراضي 14 دولة كما على غير العادة تم اختيار ملعب ماكسيمير بالعاصمة الكورواتية زغرب للمباراة الافتتاحية بين وفاق سطيف الجزائري ونادي العين الإماراتي. كما أن الحضور الجماهيري تزايد على غرار الموسم الفارط وذالك حسب الفرق المضيفة خاصة في بلدان شمال أفريقيا والخليج العربي، بينما باقي دول منطقة الهلال الخصيب لم تعرف حضورا جماهيريا لافتا. أشار الاتحاد العربي أن عدد الحضور الجماهيري في دور الـ32 فقط بلغ أكثر من 285 ألف متفرج.
| الملعب                        | الفريق                  | السعة  | المكان                   |
| ----------------------------- | ----------------------- | ------ | ------------------------ |
| الملعب الأولمبي برادس         | الترجي الرياضي التونسي  | 60.000 | تونس العاصمة، تونس       |
| الملعب الأولمبي بسوسة         | النجم الرياضي الساحلي   | 25.000 | سوسة، تونس               |
| ملعب الطيب المهيري            | النادي الرياضي الصفاقسي | 22.000 | صفاقس، تونس              |
| ملعب برج العرب                | الزمالك والأهلي         | 86.000 | الإسكندرية، مصر          |
| ملعب الإسكندرية               | الاتحاد السكندري        | 20.000 | الإسكندرية، مصر          |
| استاد الإسماعيلية             | النادي الإسماعيلي       | 18.000 | الإسماعيلية، مصر         |
| ملعب 5 جويلية 1962            | مولودية الجزائر         | 93.000 | الجزائر العاصمة، الجزائر |
| ملعب عمر حمادي                | اتحاد الجزائر           | 10.000 | الجزائر العاصمة، الجزائر |
| المركب محمد الخامس            | الوداد والرجاء          | 67.000 | الدار البيضاء، المغرب    |
| مجمع الأمير مولاي عبد الله    | الرجاء                  | 53.000 | الرباط، المغرب           |
| ملعب المريخ                   | المريخ                  | 43.000 | أم درمان، السودان        |
| مدينة الملك عبد الله الرياضية | الاتحاد والأهلي         | 62.000 | جدة، السعودية            |
| ملعب الأمير فيصل بن فهد       | نادي النصر              | 28.000 | الرياض، السعودية         |
| ملعب جامعة الملك سعود         | نادي الهلال             | 25.000 | الرياض، السعودية         |
| ملعب هزاع بن زايد             | المباراة النهائية       | 25.000 | العبن، الإمارات          |
| ملعب محمد بن زايد             | نادي الجزيرة            | 42.000 | أبو ظبي، الإمارات        |
| ملعب زعبيل                    | نادي الوصل              | 18.000 | دبي، الإمارات            |
| ستاد البحرين الوطني           | المحرق                  | 35.000 | الرفاع، البحرين          |
| ملعب مدينة خليفة الرياضية     | نادي الرفاع             | 20.000 | مدينة عيسى، البحرين      |
| ملعب كربلاء الدولي            | نفط الوسط               | 30.000 | كربلاء، العراق           |
| ملعب فرانسوا حريري            | نادي القوة الجوية       | 19.000 | أربيل، العراق            |
| ملعب جابر الحمد الدولي        | نادي القادسية           | 63.000 | العارضية، الكويت         |
| ملعب نادي الكويت              | نادي الكويت             | 12.000 | كيفان، الكويت            |
| ملعب زغرتا                    | السلام زغرتا            | 03.500 | زغرتا، لبنان             |
| ملعب مدينة كميل شمعون         | نادي النجمة             | 47.000 | بيروت، لبنان             |
| ملعب السيب                    | نادي الشباب             | 14.000 | السيب، عمان              |
| ملعب حسان جولاد               | جيبوتي تيليكوم          | 10.000 | مدينة جيبوتي، جيبوتي     |
| استاد الأمير هاشم             | نادي الرمثا             | 05.000 | إربد، الأردن             |
| ملعب ماكسيمير                 | وفاق سطيف والعين        | 60.000 | زغرب، كرواتيا            |

## التحكيم

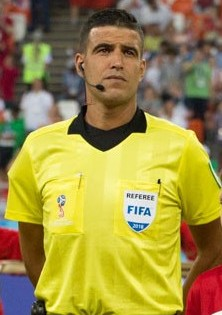
مهدي عبيد شارف

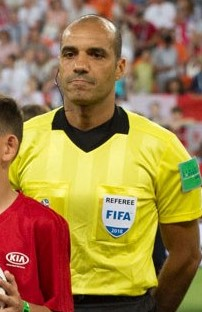
نواف شكر الله

أدار البطولة 34 حكما (13 من الاتحاد الأفريقي و 21 من الاتحاد الآسيوي)، وقد نال الحكام السعوديين نصيب الأسد في عدد المباريات المدارة في البطولة. قاد المباراة النهائية الحكم الإماراتي محمد عبد الله حسن محمد.
| الاتحاد الأفريقي | الإتحاد الآسيوي |
| --- | --- |
| - يوسف السرايري (تونس) - الصادق السالمي (تونس) - محمود البنا (مصر) - جهاد جريشة (مصر) - رضوان جيد (المغرب) - نور الدين الجعفري (المغرب) - لحلو بن براهم (الجزائر) - مصطفى غربال (الجزائر) - لوحاح إبراهيم (الجزائر) - مهدي عبيد شارف (الجزائر) - أيمن الشريف (ليبيا) - صبري محمد فضول (السودان) - بوشعيب لمغيفري (موريتانيا) | - محمد الهويش (السعودية) - سلطان الحربي (السعودية) - خالد صالح الطريس (السعودية) - تركي الخضير (السعودية) - شكري الحنفوش (السعودية) - محمد الهويش (السعودية) - محمد عبد الله حسن محمد (الإمارات) - يعقوب الحمادي (الإمارات) - محمد الزرعوني (الإمارات) - سلطان عبد الرزاق (الإمارات) - عبد الله الجنيبي (الإمارات) - نواف شكر الله (البحرين) - عيسى عبد الله علي (البحرين) - محمد جمال جوما (البحرين) - مهند قاسم (العراق) - محمد قاسم ساراي (العراق) - علي صباح عداي (العراق) - أحمد يعقوب (الأردن) - أدهم مخادمة (الأردن) - مسعود طفيلة (سوريا) - أحمد الكاف (عمان) |

## الفرق المشاركة
شارك ما مجموعه 40 فريقًا في البطولة. 20 من آسيا و 20 من أفريقيا. بدأت 10 أندية في التصفيات المؤهلة حيث تقدم اثنان منهم إلى الدور الأول الذي تألف من 32 فريقًا. ومنذ ذلك الحين، لعبت البطولة في شكل خروج المغلوب بمباراتين ذهاب وإياب، حتى المباراة النهائية التي كانت مباراة واحدة لعبت في دولة الإمارات العربية المتحدة. نظرًا للتنسيق الجديد للمسابقة الذي يتم الإعلان عنه فقط بعد انتهاء موسم 2016-17 بالفعل، قررت الاتحاد العربي لكرة القدم أنه بالنسبة لهذه الطبعة من البطولة، سيتم دعوة الفرق للمشاركة بدلاً من التأهل بشكل صارم من خلال الأداء في موسم 2016-2017 من الدوريات المحلية.
| مشاركات الاتحادات العربية | مشاركات الاتحادات العربية  |
| ------------------------- | -------------------------- |
|                           | البطولة النهائية           |
|                           | مقاعد في الأدوار التمهيدية |
|                           | لم تشارك                   |

| الدولة                   | الفريق                   | مركز الفريق في الدوري موسم 2016–17             |
| المشاركين في الدور الأول | المشاركين في الدور الأول | المشاركين في الدور الأول                       |
| ------------------------ | ------------------------ | ---------------------------------------------- |
| تونس                     | الترجي                   | بطل الرابطة التونسية المحترفة الأولى 2016–17   |
| تونس                     | النجم الساحلي            | وصيف الرابطة التونسية المحترفة الأولى 2016–17  |
| تونس                     | الصفاقسي                 | رابع الرابطة التونسية المحترفة الأولى 2016–17  |
| الجزائر                  | وفاق سطيف                | بطل الرابطة الجزائرية المحترفة الأولى 2016–17  |
| الجزائر                  | مولودية الجزائر          | وصيف الرابطة الجزائرية المحترفة الأولى 2016–17 |
| الجزائر                  | اتحاد الجزائر            | ثالث الرابطة الجزائرية المحترفة الأولى 2016–17 |
| مصر                      | الأهلي                   | بطل الدوري المصري الممتاز 2016–17              |
| مصر                      | الزمالك                  | ثالث الدوري المصري الممتاز 2016–17             |
| مصر                      | الإسماعيلي               | سادس الدوري المصري الممتاز 2016–17             |
| المغرب                   | الوداد                   | بطل البطولة المغربية 2016–17                   |
| المغرب                   | الرجاء                   | ثالث البطولة المغربية 2016–17                  |
| ليبيا                    | أهلي طرابلس              | بطل الدوري الليبي الممتاز 2015–16              |
| السودان                  | المريخ                   | وصيف الدوري السوداني الممتاز 2017              |
| الدور التمهيدي الثاني    |                          |                                                |
| تونس                     | الافريقي                 | ثالث الرابطة التونسية المحترفة الأولى 2016–17  |
| موريتانيا                | جمعية الوئام             | بطل الدوري الموريتاني الممتاز 2016–17          |
| مصر                      | الاتحاد السكندري         | ثامن الدوري المصري الممتاز 2016–17             |
| المغرب                   | الفتح الرباطي            | سابع البطولة المغربية 2016–17                  |
| الدور التمهيدي الأول     |                          |                                                |
| جزر القمر                | نيغاي مدي ساهاني         | بطل دوري جزر القمر 2017                        |
| جيبوتي                   | جيبوتي تيليكوم           | بطل الدوري الجيبوتي 2016–17                    |
| الصومال                  | بنادير                   | بطل الدوري الصومالي 2016–17                    |

| الدولة                   | الفريق                   | مركز الفريق في الدوري موسم 2016–17      |
| المشاركين في الدور الأول | المشاركين في الدور الأول | المشاركين في الدور الأول                |
| ------------------------ | ------------------------ | --------------------------------------- |
| السعودية                 | الهلال                   | بطل دوري المحترفين السعودي 2016–17      |
| السعودية                 | الأهلي                   | وصيف دوري المحترفين السعودي 2016–17     |
| السعودية                 | النصر                    | ثالث دوري المحترفين السعودي 2016–17     |
| السعودية                 | الاتحاد                  | رابع دوري المحترفين السعودي 2016–17     |
| الإمارات                 | الجزيرة                  | بطل الدوري الإماراتي للمحترفين 2016–17  |
| الإمارات                 | الوصل                    | وصيف الدوري الإماراتي للمحترفين 2016–17 |
| الإمارات                 | العين                    | ثالث الدوري الإماراتي للمحترفين 2016–17 |
| البحرين                  | الرفاع                   | وصيف الدوري البحريني الممتاز 2016–17    |
| البحرين                  | المحرق                   | رابع الدوري البحريني الممتاز 2016–17    |
| العراق                   | القوة الجوية             | بطل الدوري العراقي الممتاز 2016–17      |
| العراق                   | النفط                    | وصيف الدوري العراقي الممتاز 2016–17     |
| الكويت                   | الكويت                   | بطل الدوري الكويتي الممتاز 2016–17      |
| الكويت                   | القادسية                 | وصيف الدوري الكويتي الممتاز 2016–17     |
| الأردن                   | الرمثا                   | رابع الدوري الأردني 2016–17             |
| لبنان                    | السلام زغرتا             | وصيف الدوري اللبناني 2016–17            |
| عمان                     | الشباب                   | وصيف الدوري العماني الممتاز 2016–17     |
| سوريا                    | الجيش                    | بطل الدوري السوري الممتاز 2016–17       |
| الدور التمهيدي الثاني    |                          |                                         |
| الكويت                   | السالمية                 | سادس الدوري الكويتي الممتاز 2016–17     |
| لبنان                    | النجمة                   | ثالث الدوري اللبناني 2016–17            |
| السعودية                 | الفيصلي                  | تاسع دوري المحترفين السعودي 2016–17     |
| بدون مشاركات             |                          |                                         |
| قطر                      |                          |                                         |
| فلسطين                   |                          |                                         |
| اليمن                    |                          |                                         |

1. ↑  الترجي الرياضي التونسي هو حامل اللقب
2. ↑  قطر لم تقم بمشاركة فرقها بسبب كثافة الرزنامة.
3. ↑  فلسطين لم تشارك بسبب رفض إنشاء فريق "كل النجوم".
4. ↑  اليمن لم تشارك بسبب وقف الاتحاد الدولي لكرة القدم لنشاط كرة القدم بالبلاد.

## الأدوار التأهيلية

### الدور التأهيلي الأول
| المركز | فريق                  | لعب | ف | ت | خ | له | عليه | فرق | نقاط | التأهل أو الهبوط      |
| ------ | --------------------- | --- | - | - | - | -- | ---- | --- | ---- | --------------------- |
| 1      | جيبوتي تيليكوم        | 2   | 1 | 1 | 0 | 4  | 2    | +2  | 4    | الدور التمهيدي الثاني |
| 2      | نادي بنادر            | 2   | 1 | 1 | 0 | 4  | 3    | +1  | 4    |                       |
| 3      | نادي نيغاي مدي ساهاني | 2   | 0 | 0 | 2 | 3  | 6    | −3  | 0    |                       |

المصدر: Goalzz.com
قواعد ترتيب الفرق: 1 النقاط; 2 فرق الأهداف; 3 عدد الأهداف.
# = المركز ; لعب = المباريات الملعوبة; فاز = عدد مباريات الفوز; تعادل = عدد مباريات التعادل; خسر = عدد مباريات الخسارة; له = الأهداف التي سجلها; عليه = الأهداف التي استقبلها; +/- = فارق الأهداف; النقاط = النقاط ، (C) = البطل ، (R) = الهبوط
| جيبوتي تيليكوم | 1–1   | نادي بنادر |
| -------------- | ----- | ---------- |
|                | تقرير |            |

| نادي بنادر | 3–2   | نادي نيغاي مدي ساهاني |
| ---------- | ----- | --------------------- |
|            | تقرير |                       |

| جيبوتي تيليكوم | 3–1   | نادي نيغاي مدي ساهاني |
| -------------- | ----- | --------------------- |
|                | تقرير |                       |

### الدور التأهيلي الثاني

#### المجموعة أ
| المركز | فريق         | لعب | ف | ت | خ | له | عليه | فرق | نقاط | التأهل أو الهبوط |
| ------ | ------------ | --- | - | - | - | -- | ---- | --- | ---- | ---------------- |
| 1      | النجمة       | 3   | 3 | 0 | 0 | 7  | 1    | +6  | 9    | الدور الأول      |
| 2      | الإفريقي     | 3   | 1 | 1 | 1 | 4  | 4    | 0   | 4    |                  |
| 4      | جمعية الوئام | 3   | 1 | 0 | 2 | 4  | 7    | −3  | 3    |                  |
| 3      | الفيصلي      | 3   | 0 | 1 | 2 | 4  | 7    | −3  | 1    |                  |

المصدر: Goalzz.com
قواعد ترتيب الفرق: 1 النقاط; 2 فرق الأهداف; 3 عدد الأهداف.
# = المركز ; لعب = المباريات الملعوبة; فاز = عدد مباريات الفوز; تعادل = عدد مباريات التعادل; خسر = عدد مباريات الخسارة; له = الأهداف التي سجلها; عليه = الأهداف التي استقبلها; +/- = فارق الأهداف; النقاط = النقاط ، (C) = البطل ، (R) = الهبوط
| الإفريقي                  | 2–2 | الفيصلي                     |
| ------------------------- | --- | --------------------------- |
| - الذوادي 58' - خفيفي 60' |     | - 13' زي إدواردو - 90' مندش |

| النجمة                                         | 4–0 | جمعية الوئام |
| ---------------------------------------------- | --- | ------------ |
| - سبليني 15'، 40' - علاء الدين 52' - معتوق 64' |     |              |

| الفيصلي       | 1–2 | النجمة                  |
| ------------- | --- | ----------------------- |
| - غوستافو 48' |     | - 53' مطر - 90+1' الحاج |

| جمعية الوئام | 1–2 | الإفريقي                  |
| ------------ | --- | ------------------------- |
| - محمد 62'   |     | - 54' الشماخي - 63' خفيفي |

| النجمة             | 1–0 | الإفريقي |
| ------------------ | --- | -------- |
| - معتوق 68' (ركل.) |     |          |

| الفيصلي       | 1–3 | جمعية الوئام            |
| ------------- | --- | ----------------------- |
| - هايلاند 53' |     | - 35'، 78' سيك - 71' سي |

#### المجموعة ب
| المركز | فريق                  | لعب | ف | ت | خ | له | عليه | فرق | نقاط | التأهل أو الهبوط |
| ------ | --------------------- | --- | - | - | - | -- | ---- | --- | ---- | ---------------- |
| 1      | نادي الاتحاد السكندري | 3   | 2 | 1 | 0 | 14 | 1    | +13 | 7    | الدور الأول      |
| 2      | نادي الفتح الرباطي    | 3   | 2 | 1 | 0 | 13 | 1    | +12 | 7    |                  |
| 3      | نادي السالمية         | 3   | 1 | 0 | 2 | 4  | 10   | −6  | 3    |                  |
| 4      | جيبوتي تيليكوم        | 3   | 0 | 0 | 3 | 0  | 10   | −10 | 0    |                  |

المصدر: Goalzz.com
قواعد ترتيب الفرق: 1 النقاط; 2 فرق الأهداف; 3 عدد الأهداف.
# = المركز ; لعب = المباريات الملعوبة; فاز = عدد مباريات الفوز; تعادل = عدد مباريات التعادل; خسر = عدد مباريات الخسارة; له = الأهداف التي سجلها; عليه = الأهداف التي استقبلها; +/- = فارق الأهداف; النقاط = النقاط ، (C) = البطل ، (R) = الهبوط
| نادي الاتحاد السكندري | 1–1 | نادي الفتح الرباطي |
| --------------------- | --- | ------------------ |
| - سيسي 28'            |     | - لوادني 13'       |

| نادي السالمية                                             | 4–0 | جيبوتي تيليكوم |
| --------------------------------------------------------- | --- | -------------- |
| - العنزي 7' - الخطيب 9' - الصيفي 22' (ركل.) - الرشيدي 74' |     |                |

| نادي السالمية | 0–5 | نادي الاتحاد السكندري                           |
| ------------- | --- | ----------------------------------------------- |
|               |     | - بيناهيني 19'، 63'، 90' - الديب 43' - خالد 83' |

| جيبوتي تيليكوم | 0–7 | نادي الفتح الرباطي                                                                         |
| -------------- | --- | ------------------------------------------------------------------------------------------ |
|                |     | - أنور 25' - دياكيتي 36' - البحري 38' - باداموسي 66' - بطاش 68' - لواني 86' - البسيل 90+4' |

| نادي الاتحاد السكندري                                                            | 8–0 | جيبوتي تيليكوم |
| -------------------------------------------------------------------------------- | --- | -------------- |
| - سيسي 5'، 17' - بيناهيني 42' - جدو 53'، 83'، 90' - كابوريا 81' - عبد المجيد 82' |     |                |

| نادي الفتح الرباطي                                                   | 5–0 | نادي السالمية |
| -------------------------------------------------------------------- | --- | ------------- |
| - الزرهوني 41' - سكوما 45' - دياكيتي 50' - حريمات 79' - باداموسي 90' |     |               |

## البطولة النهائية
| الدور الأول          | الدور الأول | الدور الأول | الدور الأول |  |                 | الدور الثاني          | الدور الثاني | الدور الثاني | الدور الثاني |  |  | ربع النهائي      | ربع النهائي | ربع النهائي | ربع النهائي |  |  | نصف النهائي   | نصف النهائي | نصف النهائي | نصف النهائي |  |  | المباراة النهائية | المباراة النهائية |
|                      |             |             |             |  |                 |                       |              |              |              |  |  |                  |             |             |             |  |  |               |             |             |             |  |  |                   |                   |
| الهلال               | 1           | 1           | 2           |  |                 |                       |              |              |              |  |  |                  |             |             |             |  |  |               |             |             |             |  |  |                   |                   |
| الشباب               | 0           | 0           | 0           |  |                 | الهلال                | 4            | 2            | 6            |  |  |                  |             |             |             |  |  |               |             |             |             |  |  |                   |                   |
| النفط (خ)            | 1           | 2           | 3           |  | النفط           | 0                     | 0            | 0            |              |  |  |                  |             |             |             |  |  |               |             |             |             |  |  |                   |                   |
| النادي الصفاقسي      | 1           | 2           | 3           |  |                 |                       |              |              |              |  |  | الهلال           | 3           | 0           | 3           |  |  |               |             |             |             |  |  |                   |                   |
| الاتحاد السكندري (خ) | 1           | 2           | 3           |  |                 |                       |              |              |              |  |  | الاتحاد السكندري | 0           | 0           | 0           |  |  |               |             |             |             |  |  |                   |                   |
| الترجي التونسي       | 1           | 2           | 3           |  |                 | الاتحاد السكندري (ج.) | 0            | 1            | 1 (4)        |  |  |                  |             |             |             |  |  |               |             |             |             |  |  |                   |                   |
| الزمالك (خ)          | 0           | 1           | 1           |  | الزمالك         | 1                     | 0            | 1 (3)        |              |  |  |                  |             |             |             |  |  |               |             |             |             |  |  |                   |                   |
| القادسية             | 0           | 1           | 1           |  |                 |                       |              |              |              |  |  |                  |             |             |             |  |  | الهلال (ج.)   | 1           | 0           | 1 (3)       |  |  |                   |                   |
| الأهلي               | 0           | 4           | 4           |  |                 |                       |              |              |              |  |  |                  |             |             |             |  |  | الأهلي        | 0           | 1           | 1 (2)       |  |  |                   |                   |
| النجمة               | 0           | 1           | 1           |  |                 | الأهلي                | 2            | 1            | 3            |  |  |                  |             |             |             |  |  |               |             |             |             |  |  |                   |                   |
| الاتحاد              | 1           | 0           | 1           |  | الوصل (خ)       | 2                     | 1            | 3            |              |  |  |                  |             |             |             |  |  |               |             |             |             |  |  |                   |                   |
| الوصل (خ)            | 1           | 0           | 1           |  |                 |                       |              |              |              |  |  | الوصل            | 2           | 1           | 3           |  |  |               |             |             |             |  |  |                   |                   |
| العين                | 1           | 1           | 2           |  |                 |                       |              |              |              |  |  | الأهلي           | 2           | 2           | 4           |  |  |               |             |             |             |  |  |                   |                   |
| وفاق سطيف (خ)        | 2           | 0           | 2           |  |                 | وفاق سطيف             | 0            | 1            | 1            |  |  |                  |             |             |             |  |  |               |             |             |             |  |  |                   |                   |
| المحرق               | 0           | 0           | 0           |  | الأهلي          | 1                     | 1            | 2            |              |  |  |                  |             |             |             |  |  |               |             |             |             |  |  |                   |                   |
| الأهلي               | 2           | 3           | 5           |  |                 |                       |              |              |              |  |  |                  |             |             |             |  |  |               |             |             |             |  |  | الهلال            | 1                 |
| الإسماعيلي (ج.)      | 2           | 0           | 2 (4)       |  |                 |                       |              |              |              |  |  |                  |             |             |             |  |  |               |             |             |             |  |  | النجم الساحلي     | 2                 |
| الكويت               | 0           | 2           | 2 (2)       |  |                 | الإسماعيلي            | 0            | 0            | 0 (2)        |  |  |                  |             |             |             |  |  |               |             |             |             |  |  |                   |                   |
| السلام زغرتا         | 1           | 1           | 2           |  | الرجاء الرياضي  | 0                     | 0            | 0 (4)        |              |  |  |                  |             |             |             |  |  |               |             |             |             |  |  |                   |                   |
| الرجاء الرياضي       | 2           | 1           | 3           |  |                 |                       |              |              |              |  |  | الرجاء الرياضي   | 0           | 1           | 1           |  |  |               |             |             |             |  |  |                   |                   |
| الوداد الرياضي (ج.)  | 1           | 1           | 2 (4)       |  |                 |                       |              |              |              |  |  | النجم الساحلي    | 2           | 0           | 2           |  |  |               |             |             |             |  |  |                   |                   |
| أهلي طرابلس          | 1           | 1           | 1 (2)       |  |                 | الوداد الرياضي        | 0            | 0            | 0            |  |  |                  |             |             |             |  |  |               |             |             |             |  |  |                   |                   |
| النجم الساحلي        | 3           | 3           | 6           |  | النجم الساحلي   | 0                     | 1            | 1            |              |  |  |                  |             |             |             |  |  |               |             |             |             |  |  |                   |                   |
| الرمثا               | 1           | 1           | 2           |  |                 |                       |              |              |              |  |  |                  |             |             |             |  |  | النجم الساحلي | 1           | 0           | 1           |  |  |                   |                   |
| الجزيرة              | 1           | 1           | 2           |  |                 |                       |              |              |              |  |  |                  |             |             |             |  |  | المريخ        | 0           | 0           | 0           |  |  |                   |                   |
| النصر                | 2           | 4           | 6           |  |                 | النصر                 | 0            | 1            | 1            |  |  |                  |             |             |             |  |  |               |             |             |             |  |  |                   |                   |
| الرفاع               | 1           | 0           | 1           |  | مولودية الجزائر | 1                     | 2            | 3            |              |  |  |                  |             |             |             |  |  |               |             |             |             |  |  |                   |                   |
| مولودية الجزائر      | 2           | 0           | 2           |  |                 |                       |              |              |              |  |  | مولودية الجزائر  | 0           | 0           | 0           |  |  |               |             |             |             |  |  |                   |                   |
| الجيش                | 1           | 1           | 2           |  |                 |                       |              |              |              |  |  | المريخ           | 0           | 3           | 3           |  |  |               |             |             |             |  |  |                   |                   |
| المريخ               | 3           | 1           | 4           |  |                 | المريخ                | 4            | 0            | 4            |  |  |                  |             |             |             |  |  |               |             |             |             |  |  |                   |                   |
| القوة الجوية         | 0           | 0           | 0           |  | اتحاد الجزائر   | 1                     | 2            | 3            |              |  |  |                  |             |             |             |  |  |               |             |             |             |  |  |                   |                   |
| اتحاد الجزائر        | 1           | 3           | 4           |  |                 |                       |              |              |              |  |  |                  |             |             |             |  |  |               |             |             |             |  |  |                   |                   |

### الدور الأول
| الفريق الأول     | إجم.      | الفريق الثاني   | مباراة الذهاب | مباراة الإياب |
| ---------------- | --------- | --------------- | ------------- | ------------- |
| الزمالك          | 1–1 (ه.خ) | القادسية        | 0–0           | 1–1           |
| العين            | 2–2 (ه.خ) | وفاق سطيف       | 1–2           | 1–0           |
| الإسماعيلي       | 2–2 (4–2) | الكويت          | 2–0           | 0–2           |
| السلام زغرتا     | 2–3       | الرجاء الرياضي  | 1–2           | 1–1           |
| الاتحاد          | 1–1 (ه.خ) | الوصل           | 1–1           | 0–0           |
| النادي الصفاقسي  | 3–3 (ه.خ) | النفط           | 1–1           | 2–2           |
| الهلال           | 2–0       | الشباب          | 1–0           | 1–0           |
| الرفاع           | 1–2       | مولودية الجزائر | 1–2           | 0–0           |
| النجم الساحلي    | 6–2       | الرمثا          | 3–1           | 3–1           |
| القوة الجوية     | 0–4       | اتحاد الجزائر   | 0–1           | 0–3           |
| النصر            | 6–2       | الجزيرة         | 2–1           | 4–1           |
| الاتحاد السكندري | 3–3 (ه.خ) | الترجي التونسي  | 1–1           | 2–2           |
| الوداد الرياضي   | 2–2 (4–2) | أهلي طرابلس     | 1–1           | 1–1           |
| المريخ           | 4–2       | الجيش           | 3–1           | 1–1           |
| الأهلي           | 4–1       | النجمة          | 0–0           | 4–1           |
| المحرق           | 0–5       | الأهلي          | 0–2           | 0–3           |

| العين            | 1–2   | وفاق سطيف       |
| ---------------- | ----- | --------------- |
| دياكي 22' (ركل.) | تقرير | - جابو 41'، 81' |

| وفاق سطيف | 0–1   | العين     |
| --------- | ----- | --------- |
|           | تقرير | دياكي 44' |

تأهل وفاق سطيف الجزائري على حساب العين الإماراتي 2–2 بقانون الأهداف خارج الديار.
| الجيش    | 1–3   | المريخ                         |
| -------- | ----- | ------------------------------ |
| فارس 22' | تقرير | - يوسف 34' (ركل.) - سومانا 35' |

| المريخ  | 1–1   | الجيش      |
| ------- | ----- | ---------- |
| آدم 83' | تقرير | الواكد 62' |

تأهل المريخ السوداني على حساب الجيش السوري بمجموع 4–2 ذهابا وإيابا.
| القوة الجوية | 0–1   | اتحاد الجزائر |
| ------------ | ----- | ------------- |
|              | تقرير | محيوص 73'     |

| اتحاد الجزائر               | 3–0   | القوة الجوية |
| --------------------------- | ----- | ------------ |
| مفتاح 39' · ناطق 45' (ه.ذ.) | تقرير |              |

تأهل اتحاد العاصمة الجزائري على حساب القوة الجوية العراقي بمجموع 4–0 ذهابا وإيابا، وانسحاب الفريق العراقي عند حلول الدقيقة 70.
| الرفاع  | 1–2   | مولودية الجزائر          |
| ------- | ----- | ------------------------ |
| حرم 40' | تقرير | - درارجة 4' - بورديم 58' |

| مولودية الجزائر | 0–0   | الرفاع |
| --------------- | ----- | ------ |
|                 | تقرير |        |

تأهلت مولودية الجزائر على حساب الرفاع البحريني 2–1 في مجموع المبارتين.
| الاتحاد السكندري | 1–1   | الترجي التونسي |
| ---------------- | ----- | -------------- |
| سيسيه 62'        | تقرير | الماجري 70'    |

| الترجي التونسي      | 2–2 | الاتحاد السكندري   |
| ------------------- | --- | ------------------ |
| بلايلي 7' · كوم 52' |     | قمر 20' · ناجي 44' |

تأهل الاتحاد السكندري المصري على حساب الترجي الرياضي التونسي (حامل اللقب) 3–3 بقانون الأهداف خارج الديار.
| السلام زغرتا | 1–2   | الرجاء الرياضي          |
| ------------ | ----- | ----------------------- |
| نياس 43'     | تقرير | - ياجور 64' - بوطيب 84' |

| الرجاء الرياضي | 1–1   | السلام زغرتا |
| -------------- | ----- | ------------ |
| حدراف 51'      | تقرير | نياس 90'     |

تأهل الرجاء الرياضي المغربي على حساب السلام زغرتا اللبناني بمجموع 3–2 ذهابا وإيابا.
| النفط    | 1–1   | النادي الصفاقسي     |
| -------- | ----- | ------------------- |
| فياض 27' | تقرير | المثلولي 90' (ركل.) |

| النادي الصفاقسي        | 2–2   | النفط                  |
| ---------------------- | ----- | ---------------------- |
| شواط 18' (ركل.)، 90+8' | تقرير | - تحسين 60' - داود 68' |

تأهل النفط العراقي على حساب النادي الرياضي الصفاقسي التونسي 3–3 بقانون الأهداف خارج الديار.
| الوداد الرياضي   | 1–1   | أهلي طرابلس |
| ---------------- | ----- | ----------- |
| جيبور 35' (ركل.) | تقرير | طقطق 23'    |

| أهلي طرابلس                   | 1–1   | الوداد الرياضي                      |
| ----------------------------- | ----- | ----------------------------------- |
| سلتو 32'                      | تقرير | أوناجم 11'                          |
| ركلات الترجيح                 |       |                                     |
| - طقطق - عليات - عبلو - معتوق | 2–4   | - جيبور - الناهيري - أوناجم - مترجي |

تأهل الوداد البيضاوي المغربي على حساب أهلي طرابلس الليبي بضربات الجزاء الترجيحية 4–2، بعد التعادل في مجموع أهداف المبارتين 2–2.
| الزمالك | 0–0   | القادسية |
| ------- | ----- | -------- |
|         | تقرير |          |

| القادسية | 1–1   | الزمالك     |
| -------- | ----- | ----------- |
| هاني 90' | تقرير | كاسونغو 81' |

تأهل الزمالك المصري على حساب القادسية الكويتي 1–1 بقانون الأهداف خارج الديار.
| النجم الساحلي                   | 3–1   | الرمثا      |
| ------------------------------- | ----- | ----------- |
| - البريقي 7'، 47' - بالعربي 45' | تقرير | الدردور 66' |

| الرمثا      | 1–3   | النجم الساحلي                 |
| ----------- | ----- | ----------------------------- |
| الدردور 40' | تقرير | - بن عزيزة 7'، 23' - مرعي 29' |

تأهل النجم الساحلي التونسي على حساب الرمثا الأردني بمجموع 6–2 ذهابا وإيابا.
| الإسماعيلي                  | 2–0   | الكويت |
| --------------------------- | ----- | ------ |
| - الشامي 33' - ميندونغا 55' | تقرير |        |

| الكويت                           | 2–0   | الإسماعيلي                    |
| -------------------------------- | ----- | ----------------------------- |
| - سعيد 23' - الهاجري 70'         | تقرير |                               |
| ركلات الترجيح                    |       |                               |
| - لحمر - فاتاو - الفاضل - شريداح | 2–4   | - عبد ربه - طه - نجيب - بافور |

تأهل الإسماعيلي المصري على حساب الكويت الكويتي بضربات الجزاء الترجيحية 4–2، بعد التعادل في مجموع أهداف المبارتين 2–2.
| الهلال     | 1–0   | الشباب |
| ---------- | ----- | ------ |
| الواكد 23' | تقرير |        |

| الشباب | 0–1   | الهلال      |
| ------ | ----- | ----------- |
|        | تقرير | إدواردو 61' |

تأهل الهلال السعودي على حساب الشباب العماني بمجموع 2–0 ذهابا وإيابا.
| الجزيرة   | 1–2   | النصر                  |
| --------- | ----- | ---------------------- |
| مبارك 22' | تقرير | - الشهري 4' - موسى 75' |

| النصر                                         | 4–1   | الجزيرة |
| --------------------------------------------- | ----- | ------- |
| - الشهري 17' - أمرابط 74'، 86' - السهلاوي 90' | تقرير |         |

تأهل النصر السعودي على حساب الجزيرة الإماراتي بمجموع 6–2 ذهابا وإيابا.
| الأهلي | 0–0   | النجمة |
| ------ | ----- | ------ |
|        | تقرير |        |

| النجمة     | 1–4   | الأهلي                                          |
| ---------- | ----- | ----------------------------------------------- |
| المحمد 89' | تقرير | - معلول 25' - زكريا 35' - سليمان 63' - محمد 78' |

تأهل النادي الأهلي المصري على حساب النجمة اللبناني بمجموع 4–1 ذهابا وإيابا
| الاتحاد     | 1–1   | الوصل    |
| ----------- | ----- | -------- |
| الأحمدي 31' | تقرير | ليما 12' |

| الوصل | 0–0   | الاتحاد |
| ----- | ----- | ------- |
|       | تقرير |         |

تأهل الوصل الإماراتي على حساب الاتحاد السعودي 1–1 بقانون الأهداف خارج الديار.
| المحرق | 0–2   | الأهلي                    |
| ------ | ----- | ------------------------- |
|        | تقرير | - المولد 66' - السومة 83' |

| الأهلي                       | 3–0   | المحرق |
| ---------------------------- | ----- | ------ |
| - غريب 19'، 61' - السومة 89' | تقرير |        |

تأهل الأهلي السعودي على حساب المحرق البحريني بمجموع 5–0 ذهابا وإيابا.

### الدور الثاني
| الفريق الأول     | إجم.      | الفريق الثاني   | مباراة الذهاب | مباراة الإياب |
| ---------------- | --------- | --------------- | ------------- | ------------- |
| المريخ           | 4–3       | اتحاد الجزائر   | 4–1           | 0–2           |
| النصر            | 1–3       | مولودية الجزائر | 0–1           | 1–2           |
| الأهلي           | 3–3 (ه.خ) | الوصل           | 2–2           | 1–1           |
| الوداد البيضاوي  | 0–1       | النجم الساحلي   | 0–0           | 0–1           |
| الهلال           | 6–0       | النفط           | 4–0           | 2–0           |
| الإسماعيلي       | 0–0 (4–2) | الرجاء البيضاوي | 0–0           | 0–0           |
| الاتحاد السكندري | 1–1 (4–3) | الزمالك         | 0–1           | 1–0           |
| وفاق سطيف        | 1–2       | الأهلي          | 0–1           | 1–1           |

| المريخ                           | 4–1   | اتحاد الجزائر |
| -------------------------------- | ----- | ------------- |
| - يوسف 1'، 9'، 35' - النعسان 39' | تقرير | حامية 61'     |

| اتحاد الجزائر         | 2–0   | المريخ |
| --------------------- | ----- | ------ |
| - شيتة 40' - عرجي 60' | تقرير |        |

تأهل المريخ السوداني على حساب اتحاد الجزائر بمجموع 4–3 ذهابا وإيابا.
| النصر | 0–1   | مولودية الجزائر |
| ----- | ----- | --------------- |
|       | تقرير | درارجة 61'      |

| مولودية الجزائر                   | 2–1   | النصر      |
| --------------------------------- | ----- | ---------- |
| - مباركو 31' - حمد لله 65' (ه.ذ.) | تقرير | الشهري 96' |

تأهل مولودية الجزائر على حساب النصر السعودي بمجموع 3–1 ذهابا وإيابا.
| الأهلي                  | 2–2   | الوصل                  |
| ----------------------- | ----- | ---------------------- |
| - فتحي 45' - محسن 90+2' | تقرير | - كوريا 81' - ليما 86' |

| الوصل           | 1–1   | الأهلي     |
| --------------- | ----- | ---------- |
| أوه بان سوك 82' | تقرير | سليمان 59' |

تأهل الوصل الإماراتي على حساب الأهلي المصري 3–3 بقانون الأهداف خارج الديار.
| الوداد البيضاوي | 0–0   | النجم الساحلي |
| --------------- | ----- | ------------- |
|                 | تقرير |               |

| النجم الساحلي | 1–0   | الوداد البيضاوي |
| ------------- | ----- | --------------- |
| المساكني 57'  | تقرير |                 |

تأهل النجم الساحلي التونسي على حساب الوداد البيضاوي المغربي بمجموع 0–1 ذهابا وإيابا.
| الهلال                                                             | 4–0   | النفط |
| ------------------------------------------------------------------ | ----- | ----- |
| - غوميس 35' (ركل.) - كاريو 61' - الشهراني 67' - أبو بكر 70' (ه.ذ.) | تقرير |       |

| النفط | 0–2   | الهلال                  |
| ----- | ----- | ----------------------- |
|       | تقرير | 13' غوميز · 31' إدواردو |

تأهل الهلال السعودي على حساب النفط العراقي بمجموع 6–0 ذهابا وإيابا.
| الإسماعيلي | 0–0   | الرجاء البيضاوي |
| ---------- | ----- | --------------- |
|            | تقرير |                 |

| الرجاء البيضاوي                            | 0–0   | الإسماعيلي                       |
| ------------------------------------------ | ----- | -------------------------------- |
|                                            | تقرير |                                  |
| ركلات الترجيح                              |       |                                  |
| - الحافيظي - بانون - رحيمي - شاكير - حدراف | 4–2   | - عبد ربه - طه - الوحش - المحمدي |

تأهل الرجاء البيضاوي المغربي على حساب الاسماعيلي المصري بضربات الجزاء الترجيحية 4–2، بعد التعادل في مجموع أهداف المبارتين 0–0.
| الاتحاد السكندري | 0–1   | الزمالك     |
| ---------------- | ----- | ----------- |
|                  | تقرير | كاسونغو 69' |

| الزمالك                                       | 1–0   | الاتحاد السكندري                                      |
| --------------------------------------------- | ----- | ----------------------------------------------------- |
|                                               | تقرير | باناهيني 84'                                          |
| ركلات الترجيح                                 |       |                                                       |
| - علاء - ساسي - جمعة - أوباما - فتحي - النقاز | 3–4   | - بازوكا - باناهيني - محمد حسن - الذيب - السيد - ناصف |

تأهل الاتحاد السكندري المصري على حساب الزمالك المصري بضربات الجزاء الترجيحية 4–3، بعد التعادل في مجموع أهداف المبارتين 1–1.
| وفاق سطيف | 0–1   | الأهلي   |
| --------- | ----- | -------- |
|           | تقرير | غريب 57' |

| الأهلي     | 1–1   | وفاق سطيف |
| ---------- | ----- | --------- |
| المولد 49' | تقرير | بنوح 17'  |

تأهل الأهلي السعودي على حساب وفاق سطيف الجزائري بمجموع 2–1 ذهابا وإيابا.

### دور ربع النهائي
| الفريق الأول    | إجم. | الفريق الثاني    | مباراة الذهاب | مباراة الإياب |
| --------------- | ---- | ---------------- | ------------- | ------------- |
| الهلال          | 3–0  | الاتحاد السكندري | 3–0           | 0–0           |
| الوصل           | 3–4  | الأهلي           | 2–2           | 1–2           |
| الرجاء البيضاوي | 1–2  | النجم الساحلي    | 0–2           | 1–0           |
| مولودية الجزائر | 0–3  | المريخ           | 0–0           | 0–3           |

| الهلال                         | 3–0   | الاتحاد السكندري |
| ------------------------------ | ----- | ---------------- |
| - إدواردو 14' - غوميس 31'، 41' | تقرير |                  |

| الاتحاد السكندري | 0–0   | الهلال |
| ---------------- | ----- | ------ |
|                  | تقرير |        |

تأهل الهلال السعودي على حساب الاتحاد السكندري المصري بمجموع 3–0 ذهابا وإيابا.
| الوصل                    | 2–2   | الأهلي                     |
| ------------------------ | ----- | -------------------------- |
| علي 1' · كايو 89' (ركل.) | تقرير | ستانتشيو 67' · دجانيني 72' |

| الأهلي                    | 2–1   | الوصل    |
| ------------------------- | ----- | -------- |
| - دياز 52' - المؤشر 90+1' | تقرير | صالح 38' |

تأهل الأهلي السعودي على حساب الوصل الإماراتي بمجموع 4–3 ذهابا وإيابا.
| الرجاء البيضاوي | 0–2   | النجم الساحلي                |
| --------------- | ----- | ---------------------------- |
|                 | تقرير | - المساكني 57' - بالعربي 90' |

| النجم الساحلي | 0–1   | الرجاء البيضاوي |
| ------------- | ----- | --------------- |
|               | تقرير | ياجور 30'       |

تأهل النجم الساحلي التونسي على حساب الرجاء البيضاوي المغربي بمجموع 1–2 ذهابا وإيابا.
| مولودية الجزائر | 0–0   | المريخ |
| --------------- | ----- | ------ |
|                 | تقرير |        |

| المريخ                       | 3–0   | مولودية الجزائر |
| ---------------------------- | ----- | --------------- |
| - الرشيد 25' - يوسف 32'، 68' | تقرير |                 |

تأهل المريخ السوداني على حساب مولودية الجزائر بمجموع 3–0 ذهابا وإيابا.

### نصف النهائي
| الفريق الأول  | إجم.      | الفريق الثاني | مباراة الذهاب | مباراة الإياب |
| ------------- | --------- | ------------- | ------------- | ------------- |
| الهلال        | 1–1 (3–2) | الأهلي        | 1–0           | 0–1           |
| النجم الساحلي | 1–0       | المريخ        | 1–0           | 0–0           |

| الهلال      | 1–0   | الأهلي |
| ----------- | ----- | ------ |
| سوريانو 49' | تقرير |        |

| الأهلي                                       | 1–0   | الهلال                                               |
| -------------------------------------------- | ----- | ---------------------------------------------------- |
| - دياز 18'                                   | تقرير |                                                      |
| ركلات الترجيح                                |       |                                                      |
| - السومة - دياز - ستانتشيو - المقهوي - عسيري | 2–3   | - كارلوس إدواردو - البريك - الشلهوب - غوميس - العابد |

تأهل الهلال السعودي على حساب الأهلي السعودي بضربات الجزاء الترجيحية 3–2، بعد التعادل في مجموع أهداف المبارتين 1–1.
| النجم الساحلي | 1–0   | المريخ |
| ------------- | ----- | ------ |
| بن وناس 47'   | تقرير |        |

| المريخ | 0–0   | النجم الساحلي |
| ------ | ----- | ------------- |
|        | تقرير |               |

تأهل النجم الساحلي التونسي على حساب المريخ السوداني بمجموع 1–0 ذهابا وإيابا.

### النهائي
| الهلال            | 1–2   | النجم الساحلي              |
| ----------------- | ----- | -------------------------- |
| غوميز 64' (ركلة.) | تقرير | العريبي 30' · المثناني 92' |

توج النجم الرياضي الساحلي التونسي باللقب على حساب الهلال السعودي بنتيجة 2–1.

## البطل
| كأس العرب للأندية الأبطال 2018–19 |
| --------------------------------- |
| تونس                              |
| النجم الرياضي الساحلي أول لقب     |

## الإحصائيات

### الهدافون
المصدر:
7 أهداف
- محمد عبد الرحمن يوسف ( المريخ)

5 أهداف
| - بافيتيمبي غوميس ( الهلال) | - إيمانويل باناهيني ( الاتحاد السكندري) |

4 أهداف
| - محمد ناجى جدو ( الاتحاد السكندري) | - رزاق سيسي ( الاتحاد السكندري) |

3 أهداف
| - عبدالرحمن عبدالله غريب ( أهلي جدة) | - كارلوس إدواردو ( الهلال) | - يحيى الشهري ( النصر) |

2 أهداف
| - صدام بن عزيزة ( النجم الساحلي) - علية البريقي ( النجم الساحلي) - بلال الخفيفي ( النادي الإفريقي) - فراس شواط ( النادي الصفاقسي) - محمد بادموسي ( الفتح الرباطي) - لمين دياكيتي ( الفتح الرباطي) - محسن ياجور ( الرجاء الرياضي) - وليد سليمان ( الأهلي) | - كابونجو كاسونجو ( الزمالك) - وليد درارجة ( مولودية الجزائر) - عبد المؤمن جابو ( وفاق سطيف) - مامادو سيك ( الوئام) - سعيد المولد ( أهلي جدة) - باولو دياز ( أهلي جدة) - عمر السومة ( أهلي جدة) - نور الدين امرابط ( النصر) | - كايو كانيدو كريا ( الوصل) - فينيسيوس ليما ( الوصل) - دياكيه إبراهيم ( العين) - حسن معتوق ( النجمة) - محمود سبليني ( النجمة) - أمادو نياس ( السلام زغرتا) - خالد الدردور ( الرمثا) |

هدف
| - عمرو مرعي ( النجم الساحلي) - مرتضى بن وناس ( النجم الساحلي) - كريم العريبي ( النجم الساحلي) - محمد مثناني ( النجم الساحلي) - إيهاب المساكني ( النجم الساحلي) - فراس بالعربي ( النجم الساحلي) - فرانك كوم ( الترجي التونسي) - يوسف بلايلي ( الترجي التونسي) - بلال الماجري ( الترجي التونسي) - زهير الذوادي ( النادي الإفريقي) - ياسين الشماخي ( النادي الإفريقي) - حمزة المثلوثي ( النادي الصفاقسي) - أحمد كابوريا ( الاتحاد السكندري) - محمد عبد المجيد ( الاتحاد السكندري) - كريم الديب ( الاتحاد السكندري) - رمزي خالد ( الاتحاد السكندري) - خالد قمر ( الاتحاد السكندري) - محمد شريف ( الأهلي) - مؤمن زكريا ( الأهلي) - علي معلول ( الأهلي) - أحمد فتحي ( الأهلي) - مروان محسن ( الأهلي) - محمد الشامى ( الإسماعيلي) - كريستوفر ميندوغا ( الإسماعيلي) - المهدي الباسل ( الفتح الرباطي) - مروان لوادني ( الفتح الرباطي) - ابراهيم البحري ( الفتح الرباطي) - نوفل الزرهوني ( الفتح الرباطي) - أيوب سكومة ( الفتح الرباطي) - ربيع حريمات ( الفتح الرباطي) | - يوسف أنور ( الفتح الرباطي) - أمين لواني ( الفتح الرباطي) - مهدي بطاش ( الفتح الرباطي) - زكرياء حدراف ( الرجاء الرياضي) - عمر بوطيب ( الرجاء الرياضي) - وليام جيبور ( الوداد الرياضي) - محمد أوناجم ( الوداد الرياضي) - زيدان ميباراكو ( مولودية الجزائر) - عبد الرحمن بورديم ( مولودية الجزائر) - ربيع مفتاح ( اتحاد الجزائر) - أسامة شيتة ( اتحاد الجزائر) - محمد الأمين حامية ( اتحاد الجزائر) - أيمن محيوص ( اتحاد الجزائر) - وليد عرجى ( اتحاد الجزائر) - حمزة بنوح ( وفاق سطيف) - محمد الرشيد ( المريخ) - أحمد ادم ( المريخ) - مجيد سومانا ( المريخ) - خالد عبد المنعم النعسان ( المريخ) - مفتاح تكتك ( أهلي طرابلس) - أنيس محمد سلتو ( أهلي طرابلس) - مبارك محمد ( الوئام) - أندري كاريلو ( الهلال) - محمد البريك ( الهلال) - ياسر الشهراني ( الهلال) - جوناثان سوريانو ( الهلال) - نيكولاي ستانسيو ( أهلي جدة) - دجانيني تافاريس ( أهلي جدة) - سلمان المؤشر ( أهلي جدة) - محمد السهلاوي ( النصر) | - أحمد موسى ( النصر) - سلطان مندش ( الفيصلي) - خاليم هيلاند ( الفيصلي) - لويس غوستافو ( الفيصلي) - زي ادواردو ( الفيصلي) - كريم الأحمدي ( الاتحاد) - أوه بان سوك ( الوصل) - علي صالح ( الوصل) - عبد الله جاسم علي ( الوصل) - ليونادرو رودريغيز بيريرا ( الجزيرة) - خلفان مبارك الرازي ( الجزيرة) - فراس الخطيب ( السالمية) - عدي الصيفي ( السالمية) - حامد الرشيدي ( السالمية) - فيصل عيد العنزي ( السالمية) - فهد الهاجري ( الكويت) - جمعة سعيد ( الكويت) - رضا هاني ( القادسية) - حسن المحمد ( النجمة) - نادر مطر ( النجمة) - علي سلمان علاء الدين ( النجمة) - علي الحاج ( النجمة) - ليث تحسين ( النفط) - مازن فياض ( النفط) - محمد داود ياسين ( النفط) - محمد الواكد ( الجيش) - محمد فارس أرناؤوط ( الجيش) - علي حرم ( الرفاع) |

أهداف عكسية
| - سعد ناطق ( القوة الجوية) لصالح اتحاد الجزائر | - بيار أبو بكر ( النفط) لصالح الهلال | - عبد الرزاق حمد الله ( النصر) لصالح مولودية الجزائر |

## الجوائز

### الجوائز المالية
| الجوائز المالية | الجوائز المالية |
| المركز          | الجائزة         |
| --------------- | --------------- |
| البطل           | 6 مليون $       |
| الوصيف          | 2.5 مليون $     |
| الثالث          | 1.5 مليون $     |
| الرابع          | 0.5 مليون $     |
| الدور الثاني    | 100 ألف $       |
| الدور الأول     | 75 ألف $        |

ستشهد البطولة العربية 2018-2019 زيادة قوية في الجوائز المالية، وهو الأمر الذي جعل العديد من الأندية تهرول للمشاركة في المسابقة في نسختها الجديدة. سيحصل صاحب المركز الأول على 6 ملايين دولار، أي ما يعادل 22.5 مليون ريال سعودي، وحوالي 106 مليون جنيه مصري، أما صاحب المركز الثاني فسيتقاضى 2.5 مليون دولار، أي ما يعادل 10 مليون ريال سعودي، وحوالي 46 مليون جنيه مصري، كما ستصرف مكافأة لكل فريق يشارك في البطولة العربية 2018-2019 تزيد تدريجياً بتقدمه في المسابقة.

### الجوائز الفردية
- هداف البطولة : حصل السوداني محمد عبد الرحمن يوسف، مهاجم المريخ السوداني، على جائزة هداف النسخة الحالية من بطولة كأس العرب للأندية الأبطال، بعد تسجيله 7 أهداف.[81][82]
- أفضل لاعب : من ناحيته، حصل التونسي ياسين الشيخاوي، نجم نادي النجم الساحلي التونسي، على جائزة أفضل لاعب في النسخة الحالية من بطولة كأس العرب للأندية الأبطال، بعد قيادته الفريق إلى التتويج باللقب.[83][84]
- أفضل حارس : حصد السعودي عبد الله المعيوف، لاعب نادي الهلال، جائزة أفضل حارس مرمى في النسخة الحالية من بطولة كأس العرب للأندية الأبطال، بعد استقباله 3 أهداف فقط، منهم اثنين في النهائي.[85][86]

| أفضل لاعب                      | هداف البطولة                  | أفضل حارس                 |
| ------------------------------ | ----------------------------- | ------------------------- |
| ياسين الشيخاوي (النجم الساحلي) | محمد عبد الرحمن يوسف (المريخ) | عبد الله المعيوف (الهلال) |